# Señales (película)
Señales es una película estadounidense de ciencia ficción y suspenso de 2002, escrita, producida y dirigida por M. Night Shyamalan. Está protagonizada por Mel Gibson, Joaquin Phoenix, Rory Culkin y Abigail Breslin. Fue lanzada por Touchstone Pictures. Graham Hess (Mel Gibson) es un exsacerdote episcopal que ha perdido la fe tras el fallecimiento de su esposa. La trama del largometraje arranca cuando el protagonista encuentra círculos en los cultivos en su maizal. A medida que va avanzando la película van siendo descubiertos más círculos en diferentes lugares del mundo, siendo un fenómeno coincidente con la aparición de extrañas luces en el cielo. Graham poco a poco se va convenciendo acerca de que los círculos son obra de extraterrestres, y él y su familia tienen que prepararse para sobrevivir a la inminente invasión alienígena. Aunque el argumento gira principalmente alrededor de la ciencia ficción, el productor Frank Marshall declaró: Realmente trata sobre emociones humanas puestas en movimiento por un hecho sobrenatural.[cita requerida]
M. Night Shyamalan comenzó el guion para Señales después de haber terminado su película anterior, Unbreakable (2000)[cita requerida]. El rodaje del largometraje comenzó el 12 de septiembre del 2001. La mayoría de las localizaciones de la película pertenecen a Pensilvania, donde se estableció la base de rodaje. La película se lanzó en Estados Unidos el 2 de agosto de 2002 y el 13 de septiembre en Reino Unido, Señales recaudó $408,247,917 en las taquillas de todo el mundo, haciéndola la séptima película más taquillera del 2002. Fue designada con una clasificación PG-13 en los Estados Unidos por "algunos momentos aterradores". Señales recibió críticas positivas.[cita requerida]

## Argumento
La familia Hess vive en una granja en el condado de Bucks, Pensilvania. Graham Hess (Mel Gibson) es un ex sacerdote episcopal, cuya esposa, Collen, murió en un terrorífico accidente de tráfico causado por un veterinario llamado Ray Reddy (M. Night Shyamalan). El accidente causó que Graham perdiera su fe en Dios y que renunciara a su sacerdocio, amargado y molesto. Él se preocupa por sus dos hijos, quienes quedaron huérfanos de madre, Morgan (Rory Culkin), quien sufre de asma, y Bo (Abigail Breslin), quien tiene el raro hábito de dejar vasos de agua sin terminar en la casa, creyendo que están 'contaminados'. Graham es ayudado por su hermano menor Merrill (Joaquin Phoenix), un exjugador de ligas menores de béisbol.
Las cosas no presentan inconvenientes en la vida de Graham hasta que un misterioso círculo de cosecha aparece en su maizal. Su origen y propósito se desconoce; algunas personas del pueblo especulan sobre que puede ser una broma mientras que otros piensan que podría haber sido creado por extraterrestres (cuya sombra planea a lo largo de la historia). Una noche, Bo entra en la habitación de Graham y le dice que hay un monstruo fuera de su habitación. Cansado, y sin saber que Bo realmente había visto algo, se dirige a su habitación y la mete en su cama. Graham mira hacia la ventana y ve una figura alta y negra parada en el techo de su granero. Alarmado, Merrill y él planean asustar a la figura (quien ellos creen es Lionel Pritchard, un conocido bromista). El sensor de movimiento se enciende y los hermanos corren y rodean la casa; cada uno toma una dirección diferente. Ambos ven la sombra de la figura pero no pueden atraparla. Graham y Merrill eventualmente se encuentran en el otro lado de la casa. Confundidos, escuchan un movimiento en el techo. No obstante, cuando Merril le pregunta a Graham:"¿Seguro que es Lionel Pritchard?". Caminan hacia atrás para ver hacia el techo, cuando la figura aparentemente salta y aterriza en el columpio detrás de ellos, y se dirige hacia el campo de maíz. Al día siguiente, una agente de policía, Caroline Paski, los va a visitar después de su encuentro con la figura oscura. Caroline le dice a Morgan que puede usar un monitor de bebé como walkie-talkie. Luego, salen de la ciudad para aclarar sus mentes. En su regreso a casa, escuchan extraños ruidos que provienen del monitor de bebé. Morgan cree que el sonido es una comunicación extraterrestre (porque parece que hay dos de ellos hablando) pero los ruidos pronto desaparecen. Esa noche, Graham se dirige a alimentar a Isabelle, su perra, que ladra desaforadamente hacia el sembrado (se escucha el sonido de diálogo extraterrestre). Busca su linterna y se dirige hacia allí. Después de oír extraños ruidos cada vez más cerca, descubre una extraña pierna verde que sobresale entre los cultivos. Graham rápidamente huye aterrorizado a su casa tan rápido como puede. Él y su familia miran la cobertura televisiva de los círculos de las cosechas, algo a lo que él se había opuesto por temor a que los niños pudieran obsesionarse con el asunto. Ponen las noticias y descubren que en Ciudad de México y otras partes del mundo aparecen más señales, siendo en la primera ciudad que se ven luces en el cielo, que interpretan como luces de las naves.
Esa noche, Graham tiene una conversación con Merrill, revelándose que perdió su fe en Dios tras la muerte de su esposa, una escena que en parte se ve en flashback. Cuestiona la creencia de Merrill de que no se verán perjudicados por los misteriosos acontecimientos como la confianza en la casualidad, signos y milagros como evidencia de un alto poder. A la mañana siguiente, Graham recibe una misteriosa llamada telefónica de Ray Reddy, y decide ir a su casa para ver qué ocurre. Mientras, Merrill mira una cobertura de noticias, tomada por Romero Vanadález, un hombre brasileño, quién muestra un vídeo de un extraterrestre caminando durante un cumpleaños infantil. Merrill reacciona poniéndose con sus sobrinos en la cabeza un gorrete de papel de aluminio "anti lectura de mentes". Mientras, en la casa de Ray, Graham encuentra a Ray sentado en su coche, con un costado herido. Ray se disculpa por el accidente y le dice a Graham que, después de haber visto los patrones de los círculos de las cosechas, dedujo que "no les gusta el agua" y que irá hacia el lago para tener más oportunidades de salvarse. Antes de irse y dejar a Graham en la entrada de su casa, Ray le dice que ha atrapado a "uno" en la despensa. Cuando Graham investiga, encuentra en la cocina un cuchillo del que usa su hoja como espejo. Mete el cuchillo por debajo de la puerta así puede ver cómo es el que "está" atrapado. De repente, una mano verde de afiladas uñas aparece debajo de la puerta desde el otro lado, haciendo que Graham se sobresalte y corte radicalmente el dedo meñique y el anular a la criatura.
De vuelta en su casa, Graham propone dos opciones a sus hijos y Merrill: ir al lago o quedarse en su casa. Después de una breve discusión, la familia Hess decide quedarse en su casa y entablar todas las puertas y ventanas. Morgan y Bo miran las noticias y descubren más luces misteriosas que están apareciendo en los cielos sobre ciudades alrededor del mundo y reportan avistamientos de extraterrestres en menos de tres kilómetros de un círculo de maíz. Mientras cenan la que puede ser su última cena familiar, el monitor de bebé comienza a emitir ruidos raros. La familia entabla ventanas y puertas. Los extraterrestres encuentran una manera de entrar a través del ático y la familia Hess se da cuenta de que la puerta del ático no ha sido entablada. Se refugian en el sótano para esconderse porque ese es el único lugar disponible y medianamente seguro. Uno de los extraterrestres se queda al otro lado de un conducto de carbón y agarra a Morgan por el cuello, causándole un ataque de asma. Aunque la criatura es repelida, Graham se da cuenta de que ha dejado el inhalador de Morgan arriba. 
A la mañana siguiente, escuchan en la radio que los invasores se estaban retirando; Graham y su familia suben las escaleras hacia la casa. Deja a su hijo recostado en el sofá y mientras Merrill va a agarrar la medicina para el asma, Graham va a buscar el televisor para traerlo al salón y saber los últimos acontecimientos. Cuando regresa, inesperadamente, se encuentra cara a cara con un extraterrestre por primera vez, que sostiene como rehén a Morgan. Graham mira, y ve que le faltan dos dedos, lo que implica que es el mismo individuo que atacó a Graham en la despensa de Ray. 
En esta escena el flashback de Graham el día de la muerte de su esposa es revelado completamente: ella todavía está consciente y,  mientras muere, le dice a Graham que lo ama, "que vea", "dile a Merrill que batee duro", "dile a Morgan que juegue mucho; es bueno jugar", y "dile a Bo que escuche a su hermano; él la cuidará siempre". Estas palabras del flashback, que Graham ha previamente explicado a Merrill como el incoherente balbuceo de alguien sucubumbiendo a la muerte, de repente toma un nuevo significado cuando Graham ve el trofeo del bate de béisbol de Merrill en la pared. Graham le dice a Merrill "batea duro, Merrill, batea duro" y Merrill (que llegaba de la cocina con la medicina de Morgan) toma el bate, pero en ese momento el extraterrestre dispara un gas venenoso en el rostro de Morgan a través de un apéndice como aguijón que sale de su muñeca. Mientras Merrill golpea al extraterrestre con el bate, aparentemente parece que el agua es mortal para el alien cuando un vaso con agua dejado por Bo se desparrama sobre él y le disuelve la carne como si se tratara de ácido. Merrill continúa atacando al alien, usando su bate para romper los vasos y mojar al extraterrestre mientras Graham, desesperado, toma a Morgan y le administra la dosis de epinefrina. Al final Merrill le da el último golpe al extraterrestre. Morgan pronto se recupera al recibir la inyección. El gas extraterrestre no le afectó porque, debido al asma, sus pulmones estaban cerrados. El montaje final muestra un clima invernal a través de las ventanas, mientras Graham, vestido nuevamente de cura, se prepara en su cuarto antes de salir. De fondo se oyen las voces de sus hijos que juegan.

## Reparto
- Mel Gibson como el viudo Reverendo Graham Hess, un exsacerdote episcopal, padre de Morgan y Bo Hess y hermano de Merrill. Su esposa, Collen, murió en un trágico accidente de coche, causándole perder su fe.
- Joaquín Phoenix como Merrill Hess, el hermano de Graham quien vive con ellos. Es un exjugador de béisbol en ligas menores.
- Rory Culkin como Morgan Hess, el hijo de Graham hess, el hermano mayor de  Bo, y sobrino de Merril, quién es muy cercano a él.
- Abigail Breslin como Bo Hess, la más pequeña de la familia Hess.
- Cherry Jones como la oficial de policía Caroline Paski; es poco vista en la película.
- Patricia Kalember como Colleen Hess, la esposa fallecida de Graham. Sólo es vista en los flashback de Graham.
- Ted Sutton como el sargento de primera clase Cunningham, un reclutado del ejército de Estados Unidos.
- Michael Showalter como Lionel Prichard el conocido bromista.
- M. Night Shyamalan como Ray Reddy, el hombre responsable de la muerte de Collen. Está profundamente arrepentido y se siente culpable por la muerte de Collen.
- Merritt Wever como Tracy Abernathy, una asistente farmacéutica.

Los aliens son criaturas humanoides que son altos y delgados. Su color natural de piel es verde oscuro, suelen estar camuflados en el medio. Tienen garras y un apéndice retráctil situado en la muñeca que puede expulsar gas venenoso. 
Se cree que su propósito es cosechar humanos como alimento. El agua es dañina para su piel.

## Recepción
Señales ganó críticas positivas de los críticos del cine. Rotten Tomatoes reportó que el 74% dio valoraciones positivas, sobre la base de 221 comentarios. En Metacritic, que asigna una clasificación normalizada de cada 100 comentarios de la prensa convencional, la película obtuvo un 59, basado en 36 críticas.
Roger Ebert escribió: "Señales de M. Night Shyamalan es el trabajo de un cineasta, capaz de armarse de aprehensión de la nada. Cuándo se ha terminado, no pensamos en lo poco que se ha decidido, sino lo mucho que se ha experimentado... Al final de la película, tuve que sonreír, reconociendo cómo Shyamalan ha zanjado una recompensa. Él sabe, como todo sentido, que los pagos han aburrido." Toddy McCarthy escribió "después de la película sobreexcitada de Unbreakable, y ahora con Señales, es justo especular sobre sí la persistencia de Shyamalan en el repliegue de la fórmula de The Sixth Sense no puede ser un inútil y contraproducente ejercicio."

### Taquilla
Señales recaudó $227 966 634 dólares en el país, $180 281 283 internacionalmente, y $408 247 917 en todo el mundo en la taquilla, dejando atrás The Sixth Sense en la taquilla de Shyamalan cómo éxito y ganando en total más que La Aldea y Unbreakable. En 2004, fue listado cómo número 77 en las Películas más asustadizas en Bravo por la escena brasileña de cumpleaños.

### DVD
En el DVD hay algunas escenas eliminadas:
el mayor
Todas las canciones fueron hechas por James Newton Howard.
1. "Main Titles" - 1:45
2. "First Crop Circles" - 3:15
3. "Roof Intruder" - 2:20
4. "Brazilian Video" - 1:56
5. "In the Cornfield" - 5:40
6. "Baby Monitor" - 1:07
7. "Recruiting Office" - 2:07
8. "Throwing a Stone" - 5:47
9. "Boarding Up the House" - 3:00
10. "Into the Basement" - 5:23
11. "Asthma Attack" - 3:42
12. "The Hand of Fate (Parte 1)" - 5:32
13. "The Hand of Fate (Parte 2)" - 3:47